# We Rule the Night
We Rule the Night är ett album av det svenska metalcore-bandet Sonic Syndicate som gavs ut av Nuclear Blast år 2010. Albumet släpptes på bandets MySpace-sida den 20 augusti 2010 och den officiella utgivningsdagen för skivaffärer etc. var den 27 augusti. Detta är bandets fjärde fullängdsalbum och det första med den nye sångaren Nathan J. Biggs efter att Roland Johansson lämnat bandet.
Albumet spelades in i Bohus Sound studios i Kungälv och mixades i Paramount Studios i North Hollywood, Kalifornien av producenten Toby Wright. Albumomslaget har formgivits av Gustavo Savez från Abstrata Art. Fem singlar har släppts från plattan, nämligen Burn This City, Revolution, Baby!, My Own Life, Turn It Up och Heart of Eve.

## Låtlista
1. "Beauty and the Freak" - 3:32
2. "Revolution, Baby" - 3:25
3. "Turn It Up" - 3:38
4. "My Own Life" - 3:46
5. "Burn This City" - 3:32
6. "Black and Blue" - 3:29
7. "Miles Apart" - 3:39
8. "Plans Are for People" - 4:11
9. "Leave Me Alone" - 3:56
10. "Break of Day" - 3:20
11. "We Rule the Night" - 4:00
12. "Dead and Gone" (bonusspår)
13. "Heart of Eve" (bonusspår)
14. "Perfect Alibi" (bonusspår på japanska utgåvan)

## Musiker
- Nathan James Biggs - sång
- Richard Sjunnesson – sång
- Roger Sjunnesson – gitarr, keyboard
- Robin Sjunnesson – gitarr
- Karin Axelsson – bas och sång
- John Bengtsson – trummor, percussion